# Дестре ди Гјандаро (Козенца)
Дестре ди Гјандаро је насеље у Италији у округу Козенца, региону Калабрија.
Према процени из 2011. у насељу је живело 59 становника. Насеље се налази на надморској висини од 167 м.